# Elektryczne Gitary
Elektryczne Gitary ist eine polnische Rockband, die 1989 gegründet wurde.

## Geschichte

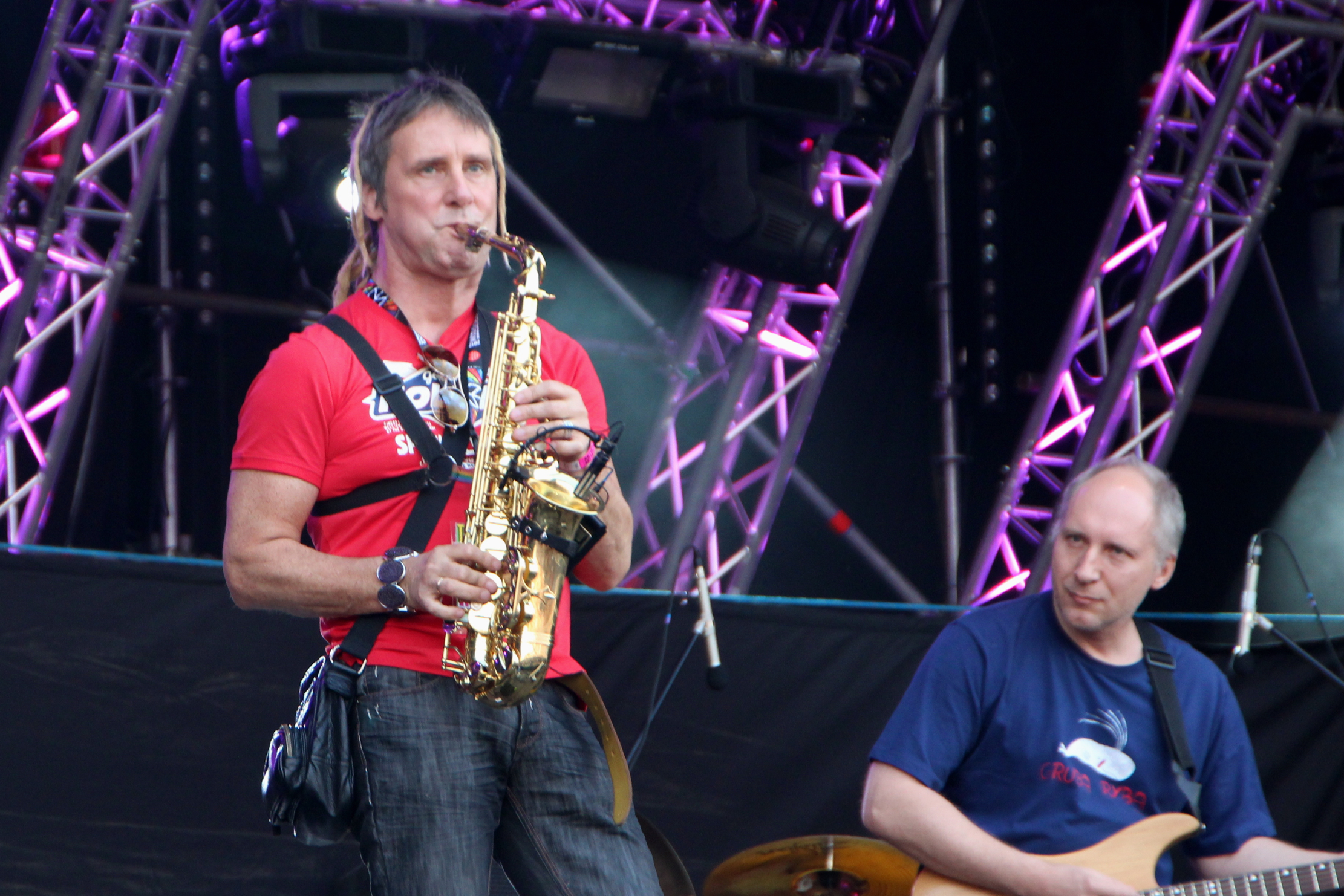
Elektryczne Gitary auf der Haltestelle Woodstock 2012

Vorgängerin von Elektryczne Gitary war die Band SPIARDL (Stowarzyszenie Piosenkarzy i Artystów Robotniczych Działaczy Ludowych), die 1977 gegründet wurde. Die zwei Bandmitglieder Piotr Łojek und Jakub Sienkiewicz waren die auch zwei der späteren Gründer der Elektryczne Gitary. Elektryczne Gitary selbst wurde 1989 gegründet, die Gründer der Band waren Piotr Łojek, Rafał Kwaśniewski und Jakub Sienkiewicz. Am 10. Mai 1990 gab die Band ihr erstes Konzert, das Schlagzeug spielte Marek Kanclerz. Ihre ersten Singles waren Jestem z miasta (Ich bin aus der Stadt) und Włosy (Haare). Das erste Plattenlabel der Band war Zic-Zac mit dem auch 1992 das erste Album Wielka radość (Große Freude) herausgegeben wurde. Während der Aufnahmen zum Album kam der Bassist Tomasz Grochowalski zur Band und Robert Wrona ersetzte Marek Kanczelerz. 1994 wechselte wiederum der Schlagzeuger, neuer Schlagzeuger wurde Jarosław Kopeć. 1996 wechselte Elektryczne Gitary zu PolyGram Polska wo sie das Konzertalbum Chałtury herausbrachten auf welchem bereits der Saxophonist Aleksander Korecki spielt. 1997 wurde das Soundtrack-Album Kiler für den gleichnamigen Film herausgegeben, es folgten 1999 die Soundtrackalben Kiler-ów 2-óch und 2002 Kariera Nikosia Dyzmy für die jeweils gleichnamigen Filme von Juliusz Machulski. 2006 wechselte die Band zu Warner Music Polska. 2008 kam Jacek Wąsowski zunächst als Vertreter von Korecki bzw. Łojek, später als dauerhaftes Mitglied der Band.

## Diskografie

### Studioalben
| Jahr | Titel Musiklabel                                          | Höchstplatzierung, Gesamtwochen, AuszeichnungChartsChartplatzierungen (Jahr, Titel, Musiklabel, Platzierungen, Wochen, Auszeichnungen, Anmerkungen) | Anmerkungen                              |
| Jahr | Titel Musiklabel                                          | PL | Anmerkungen                              |
| ---- | --------------------------------------------------------- | --- | ---------------------------------------- |
| 1992 | Wielka radość Zic-Zac                                     | PL— ×2DoppelplatinPL |                                          |
| 1993 | A ty co Zic-Zac                                           | PL— PlatinPL |                                          |
| 1995 | Huśtawki Zic-Zac                                          | PL— GoldPL |                                          |
| 1997 | Na krzywy ryj PolyGram Polska                             | PL— PlatinPL | Erstveröffentlichung: 10. Februar 1997   |
| 2000 | Słodka maska Universal Music Polska                       | — | Erstveröffentlichung: 3. Oktober 2000    |
| 2006 | Atomistyka Warner Music Poland                            | PL24 (2 Wo.)PL | Erstveröffentlichung: 25. September 2006 |
| 2010 | Historia EMI Music Poland                                 | PL49 (1 Wo.)PL | Erstveröffentlichung: 2. November 2010   |
| 2012 | Nic mnie nie rusza EMI Music Poland                       | PL37 (1 Wo.)PL | Erstveröffentlichung: 20. März 2012      |
| 2014 | Stare jak nowe: 25 przebojów na 25-lecie EMI Music Poland | PL28 Gold · (7 Wo.)PL | Erstveröffentlichung: 2014               |

grau schraffiert: keine Chartdaten aus diesem Jahr verfügbar

### Konzertalben
| Jahr | Titel Musiklabel                         | Höchstplatzierung, Gesamtwochen, AuszeichnungChartsChartplatzierungen (Jahr, Titel, Musiklabel, Platzierungen, Wochen, Auszeichnungen, Anmerkungen) | Anmerkungen                        |
| Jahr | Titel Musiklabel                         | PL | Anmerkungen                        |
| ---- | ---------------------------------------- | --- | ---------------------------------- |
| 1996 | Chałtury PolyGram Polska                 | — | Erstveröffentlichung: 24. Mai 1996 |
| 2009 | Antena Polskie Radio/Warner Music Poland | — | Erstveröffentlichung: 5. Juni 2009 |

grau schraffiert: keine Chartdaten aus diesem Jahr verfügbar

### Soundtrack-Alben
| Jahr | Titel Musiklabel                      | Höchstplatzierung, Gesamtwochen, AuszeichnungChartsChartplatzierungen (Jahr, Titel, Musiklabel, Platzierungen, Wochen, Auszeichnungen, Anmerkungen) | Anmerkungen                                                              |
| Jahr | Titel Musiklabel                      | PL | Anmerkungen                                                              |
| ---- | ------------------------------------- | --- | ------------------------------------------------------------------------ |
| 1997 | Kiler PolyGram Polska                 | — | Erstveröffentlichung: 10. Februar 1997 Soundtrack für Killer             |
| 1999 | Kiler-ów 2-óch PolyGram Polska        | — | Erstveröffentlichung: 11. Januar 1999 Soundtrack für Kiler-ów 2-óch      |
| 2002 | Kariera Nikosia Dyzmy PolyGram Polska | — | Erstveröffentlichung: 18. März 2002 Soundtrack für Kariera Nikosia Dyzmy |

grau schraffiert: keine Chartdaten aus diesem Jahr verfügbar

### Singles
- 1991: Jestem z miasta / Włosy (Wielka radość)
- 1992: Koniec (Wielka radość)
- 1993: Dzieci (A ty co)
- 1993: Dylematy (A ty co)
- 1994: Serce jak pies / Marymoncki Dżon (Huśtawki)
- 1996: Jestem o(d)padem atomowym / Idę do pracy / Jestem z miasta (Chałtury)
- 1997: Co ty tutaj robisz (Na krzywy ryj)
- 1997: Na krzywy ryj (Na krzywy ryj)
- 1997: Ja jestem nowy rok / Goń swego pawia (Na krzywy ryj)
- 1997: Kiler (Kiler)
- 1998: Co powie Ryba (Kiler-ów 2-óch)
- 1999: Nie jestem sobą (Kiler-ów 2-óch)
- 1999: Ja mam szczęście (Kiler-ów 2-óch)
- 1999: Zostań tu
- 2000: Nowa gwiazda (Słodka maska)
- 2000: Napady (Słodka maska)
- 2001: Słodka laska – biała śmierć (Słodka maska)
- 2002: Doktor Dyzma (Kariera Nikosia Dyzmy)
- 2005: O słoneczku (im Rahmen der Aktion Czerniak – Stop)
- 2006: Nie urosnę (Atomistyka)
- 2006: Czasy średnie (Atomistyka)
- 2006: Kiedy mówisz człowiek (Atomistyka)
- 2009: Dwudziestolatka (Historia)
- 2009: Ucieczka 5:55 (Historia)
- 2010: Był NZS (Historia)
- 2010: Dywizjon 303 (Historia)